# (21424) Faithchang
(21424) Faithchang (1998 FU79) – planetoida z pasa głównego asteroid okrążająca Słońce w ciągu 3,23 lat w średniej odległości 2,18 j.a. Odkryta 24 marca 1998 roku.